# 삼악산 호수 케이블카
삼악산 호수 케이블카는 한국 강원특별자치도 춘천시에 있는 로프웨이이다. 의암호를 가로질러 미천동과 삼악산 을 연결한다. 전체 길이는 3.61km로 국내에서 가장 긴 로프웨이이다. 2021년에 개업했다. 의암호 정차장(하부 정차장)·미타케산 정차장(상부 정차장)에는 카페 등의 시설이 마련되어 있다. 오스트리아 도펠마이어 사제의 시스템을 사용하고 있다.